# Tournoi d'ouverture du championnat de Bolivie de football 2004
Navigation
Saison précédente Saison suivante
Le tournoi d'ouverture de la saison 2004 du Championnat de Bolivie de football est le premier tournoi semestriel de la trentième édition du championnat de première division en Bolivie.
Les douze clubs participants sont réunis au sein d'une poule unique où ils affrontent leurs adversaires deux fois, à domicile et à l'extérieur. 
C'est le club de Bolivar La Paz qui remporte la compétition cette saison après avoir terminé en tête du classement final, avec quinze points d'avance sur Aurora Cochabamba et dix-sept sur Jorge Wilstermann Cochabamba. C'est le treizième titre de champion de Bolivie de l'histoire du club.

## Qualifications continentales
Le vainqueur du tournoi Ouverture se qualifie pour la Copa Libertadores 2005. Deux places en Copa Sudamericana 2004 sont attribuées aux deux clubs en tête d'un classement particulier.

## Les clubs participants
| - Jorge Wilstermann Cochabamba - Aurora Cochabamba - Oriente Petrolero - Bolivar La Paz - Club Blooming - Iberoamericana La Paz | - San José Oruro - Real Potosi - Unión Tarija - The Strongest La Paz - Real Santa Cruz - Promu de Primera B - La Paz FC - Promu de Primera B |

## Compétition
Le barème utilisé pour établir l'ensemble des classements est le suivant :
- Victoire : 3 points
- Match nul : 1 point
- Défaite : 0 point

### Classement
| Rang | Équipe                       | Pts | J  | G  | N | P  | Bp | Bc | Diff |
| ---- | ---------------------------- | --- | -- | -- | - | -- | -- | -- | ---- |
| 1    | Bolívar La Paz               | 53  | 22 | 17 | 2 | 3  | 51 | 21 | +30  |
| 2    | Aurora Cochabamba            | 38  | 22 | 11 | 5 | 6  | 42 | 32 | +10  |
| 3    | Jorge Wilstermann Cochabamba | 36  | 22 | 11 | 3 | 8  | 40 | 28 | +12  |
| 4    | Real Potosí                  | 33  | 22 | 10 | 3 | 9  | 43 | 38 | +5   |
| 5    | San José Oruro               | 32  | 22 | 9  | 5 | 8  | 35 | 36 | -1   |
| 6    | Oriente Petrolero            | 31  | 22 | 8  | 7 | 7  | 43 | 38 | +5   |
| 6    | La Paz FCP                   | 31  | 22 | 9  | 4 | 9  | 33 | 38 | -5   |
| 8    | Unión Tarija                 | 30  | 22 | 8  | 6 | 8  | 27 | 29 | -2   |
| 9    | Real Santa CruzP             | 26  | 22 | 7  | 5 | 10 | 28 | 40 | -12  |
| 10   | The Strongest La PazT        | 24  | 22 | 7  | 3 | 12 | 31 | 31 | 0    |
| 11   | Club Blooming                | 19  | 22 | 5  | 4 | 13 | 28 | 52 | -24  |
| 12   | Iberoamericana La Paz        | 18  | 22 | 5  | 3 | 14 | 23 | 41 | -18  |

|  | Qualification pour la Copa Libertadores 2005        |
|  | T : Tenant du titre P : Promu de Copa Simon Bolivar |

### Qualification pour la Copa Sudamericana
Un classement particulier entre les huit clubs ayant participé à la deuxième phase du tournoi Clôture 2003 est établi. Les deux premiers de ce classement se qualifient pour la Copa Sudamericana 2004.
| Rang | Équipe                       | Pts | J  | G  | N | P | Bp | Bc | Diff |
| ---- | ---------------------------- | --- | -- | -- | - | - | -- | -- | ---- |
| 1    | Bolívar La Paz               | 31  | 14 | 10 | 1 | 3 | 29 | 16 | +13  |
| 2    | Aurora Cochabamba            | 30  | 14 | 9  | 3 | 2 | 32 | 19 | +13  |
| 3    | Real Potosi                  | 22  | 14 | 7  | 1 | 6 | 28 | 25 | +3   |
| 4    | Jorge Wilstermann Cochabamba | 20  | 14 | 6  | 2 | 6 | 24 | 20 | +4   |
| 5    | Oriente Petrolero            | 20  | 14 | 5  | 5 | 4 | 28 | 27 | +1   |
| 6    | The Strongest La PazT        | 15  | 14 | 5  | 0 | 9 | 22 | 23 | -1   |
| 7    | Iberoamericana La Paz        | 11  | 14 | 3  | 2 | 9 | 13 | 24 | -11  |
| 8    | Club Blooming                | 10  | 14 | 2  | 4 | 8 | 15 | 37 | -22  |

|  | Qualification pour la Copa Sudamericana 2004 |
|  | T : Tenant du titre                          |

## Bilan de la saison
| Championnat de Bolivie de football 2004 |                            |
| Champion                                | Bolivar La Paz (13e titre) |
| Qualifications continentales            |                            |
| Copa Libertadores 2005                  | Bolivar La Paz             |
| Copa Sudamericana 2004                  | Bolivar La Paz             |
| Copa Sudamericana 2004                  | Aurora Cochabamba          |
| Promotions et relégations               |                            |
| Promus en Primera A                     | Aucun                      |
| Relégués en Torneo Simon Bolívar        | Aucun                      |